# Platylyra
Platylyra is een geslacht van rechtvleugeligen uit de familie sabelsprinkhanen (Tettigoniidae). De wetenschappelijke naam van dit geslacht is voor het eerst geldig gepubliceerd in 1898 door Scudder.

## Soorten
Het geslacht Platylyra  is monotypisch en omvat slechts de volgende soort:
- Platylyra californica (Scudder, 1898)